# عاصفة التغيير
عاصفة التغيير (بالكورية: 돌풍) هو مسلسل ويب كوري جنوبي، من بطولة سول كيونغ-غو، كيم هي-آي. تم اصداره على نتفليكس في 28 يونيو 2024.

## القصة
يصور قصة المواجهة الشرسة، بين رئيس الوزراء جيونغ سو-جين (سول كيونغ-هو) الذي يريد القضاء على السلطة الفاسدة، ونائبة رئيس وزراء الاقتصاد جيونغ سو-جين (كيم هي أي) التي تعارضه.

## طاقم

### رئيسي
- سول كيونغ غو في دور رئيس الوزراء بارك دونغ هو، الذي يريد محاكمة الرئيس الذي المتواطأ مع عائلة ثرية وتغيير المشهد السياسي بمكافحة الفساد.[3]
- كم هيانغ غي في دور جيونغ سو-جين: نائبة رئيس وزراء الاقتصاد، التي وصلت إلى قمة السياسة بمفردها بذكائها وقناعاتها القوية. إنها شخص يخوض معركة سياسية شرسة للوقوف في وجه بارك دونغ هو.[3]

### داعم
- لي هاي-يونغ في دور هان مين-هو[5]
- كيم هونغ-باه في دور جانغ اي جو[5]
- جانغ جوانغ[5]
- جيون باي-سو[5]

## الانتاج
تمت كاتبة المسلسل من قبل بارك كيونغ-سو، اعماله المطارد (2012)، إمبراطورية الذهب (2013)، لكمة (2015)، همسة (2017). تم إنتاجه من قبل شركة الانتاج بان إنترتينمنت لصالح منصة نتفليكس.

## روابط خارجية
- عاصفة التغيير على موقع IMDb (الإنجليزية)
- عاصفة التغيير على موقع نتفليكس (الإنجليزية)
- عاصفة التغيير على موقع فيلمافينيتي (الإسبانية)
- عاصفة التغيير على موقع قاعدة بيانات الفيلم (الإنجليزية)
- عاصفة التغيير على هانسينما